# Ползунов, Иван Иванович
Ива́н Ива́нович Ползуно́в (14 марта 1728, Екатеринбург — 27 мая 1766, Барнаул) — русский изобретатель-теплотехник, создатель первой в России паросиловой установки. Его первая в России паровая машина была также первым в мире двухцилиндровым паровым двигателем, впервые в истории не требующим вспомогательного гидравлического привода (способным работать без проточной воды и водяного колеса).

## Детство и юность
Иван Ползунов родился 14 марта 1728 года в рабочем посёлке, в будущем Екатеринбурге в семье солдата государственных строительных работ, выходца из крестьян Туринского уезда Тобольской губернии Ивана Алексеевича Ползунова и его жены Дарьи Абрамовны. В 1738—1742 годах Иван обучался арифметике и словесности в Горнозаводской школе при Екатеринбургском металлургическом заводе, после чего был определён учеником к главному механику уральских заводов Н. Бахареву. У него Ползунов прошёл полный цикл ученических работ: механику, расчёты, чертежи, знакомство с работой заводских машин и металлургическим производством.

## Переезд в Барнаул и начало деятельности

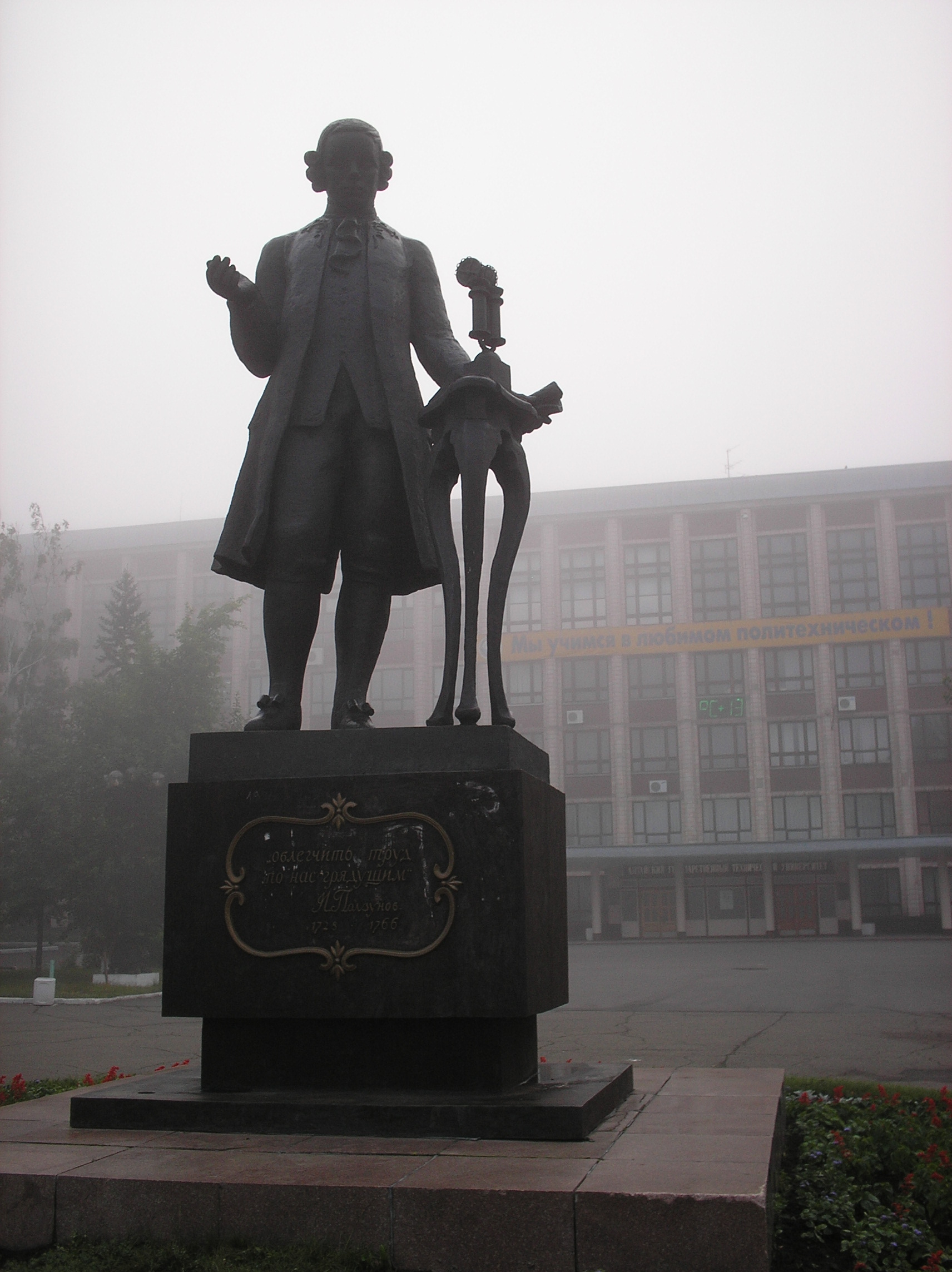
Памятник в Барнауле перед зданием Алтайского государственного технического университета

В 1747 году главный командир Колывано-Воскресенских заводов Андреас Беэр, направлявшийся на место своей новой службы в Барнаул, остановился проездом в Екатеринбурге. Здесь он, пользуясь предоставленным ему правом, отобрал для царских заводов большую группу горных специалистов, в число которых и вошёл 18-летний Иван Ползунов.
При Барнаульском медеплавильном заводе Иван получил должность гиттеншрейбера — смотрителя и учётчика при плавильных печах. Здесь он показывает хорошие результаты и одарённость, изучает особенности процесса плавки металла, вникает в детали и тонкости, изучает в заводской библиотеке труды М. В. Ломоносова. Начальство завода, видя способности Ползунова, часто помимо основной работы, загружает его различными организационными поручениями. 11 апреля 1750 года, по представлению одного из руководителей Иоганна Христиани, Ползунов был произведён в младший шихтмейстерский чин с увеличением оклада до 36 руб. в год.
26 июня 1750 года Иван Ползунов получил задание проверить, правильно ли выбрано место для пристани на реке Чарыш, а также измерить и описать дорогу до Змеиногорского рудника. Иван осмотрел место для пристани, а затем прошёл с мерной цепью до самого рудника, отмерив 85 вёрст 400 сажен, всю трассу обозначил кольями, указал места для ночёвки обозов с рудой. Длина будущей дороги оказалась в два раза короче действующей рудовозной. После этого задания, Иван Ползунов отправляется на Красноярскую пристань, где вплоть до 1751 года занимается строительством различных хозяйственных построек (рудного сарая, караульной избы), приёмкой и отправкой руды по Чарышу и Оби на Барнаульский завод.
В ноябре 1753 года Ползунов получает очередное назначение — смотрителем за работой плавильщиков, а потом переводится на Змеиногорский рудник. Там он принимает участие в постройке новой лесопилки близ плотины. Эта пильная мельница стала первым серьёзным заводским сооружением, возведённым под руководством Ползунова. Она представляла собой следующий механизм: от вращающегося водяного колеса осуществлялась передача двум лесопильным рамам, на которых перемещались брёвна. Механизм передачи представлял сложный комплекс движущихся деталей, в состав которого входили: кулачковая передача, зубчатая передача, валы, кривошипы, шатуны, храповые колёса и канатные вороты.
В ноябре 1754 года, по поручению Иоганна Христиани, Ползунов был определён на завод заниматься организацией работы мастеровых, а также контролем над исполнением работ. В 1755 году ему даётся новое поручение — поиск причин брака продукции нового стекольного завода в верховьях Барнаульского пруда. Изготавливаемая там посуда имела множество признаков брака и имела низкую прозрачность. Иван пробыл на заводе около месяца, изучил технологию варки стекла и нашёл причину дефекта — стекольные мастера неправильно охлаждали изделия.

## Поездка в Петербург
В январе 1758 года унтершихтмейстеру Ползунову, как одному из самых способных служащих при Барнаульском заводе, доверили сопровождение каравана с драгоценными металлами в Санкт-Петербург. Груз из 3400 кг серебра и 24 кг золота полагалось сдать на Монетный двор лично его директору Ивану Шлаттеру. Также Ивану Ползунову был вручён для передачи в Кабинет пакет с документами и большая сумма денег для закупки товаров, нужных заводу.
Потратив 64 дня на дорогу и посетив проездом родной Екатеринбург, Иван благополучно прибыл вместе с грузом в Санкт-Петербург. После этого он провёл ещё три месяца в Москве, занимаясь приобретением необходимых товаров — полотна, бумаги, тканей, книг, упряжи для лошадей, мелкой утвари и так далее.

## Паровая машина
В 1759 году Иван Ползунов получил первый обер-офицерский чин. Изучал книги по металлургии и минералогии. В 1763 году разработал «огненный» (паровой) двигатель и был произведён в «механикусы» с чином и жалованием инженерного капитан-поручика.
Проект парового двигателя мощностью 1,8 л. с. Ползунов разработал в 1763 году. В январе 1764 года он приступил к созданию действующей «огнём» машины. В Российском государственном историческом архиве хранятся подлинные чертежи паровой машины с его личной подписью («механикус Иван Ползунов»). К чертежам приложена пояснительная записка, составленная автором в декабре 1765 года, когда Ползунов закончил постройку паровой машины.
Паровая машина Ползунова была первым в мире двухцилиндровым двигателем с работой цилиндров на один общий вал, что впервые в мире позволило двигателю работать без какого-либо использования гидравлической энергии, то есть, в том числе на совершенно безводном месте, что было огромным шагом вперёд по сравнению с существовавшими тогда паровыми машинами, не способными обходиться без вспомогательного гидравлического привода. Однако это была всё ещё пароатмосферная машина, то есть пар использовался только для того, чтобы при его конденсации в цилиндре создавалось разрежение, и поршень совершал полезную работу, опускаясь под действием атмосферного давления.
Проект был послан Екатерине II, и она наградила Ползунова 400 рублями и повысила в чине на две ступени (до капитан-поручика). Президент Берг-коллегии И. А. Шлаттер при этом оценил проект словами: «за новое изобретение почесть должно», однако, очевидно, недостаточно вник в его суть, так как предложил объединить новый двигатель с водяными колёсами в соответствии с британским опытом.
В 1764—1766 годах Ползунов сконструировал новый паровой двигатель для привода дутья плавильных печей. Двигатель имел рекордную для своего времени мощность 32 л. с. и впервые позволил отказаться от водяных колёс в реальном заводском производстве.
Новизну установки и её достоинства оценил Э. Г. Лаксман, посетивший в 1765 году Барнаул. Он писал, что Ползунов — «муж, делающий честь своему отечеству. Он строит теперь огненную машину, совсем отличную от венгерской и английской».
Ползунов умер 16 (27) мая 1766 года от чахотки за неделю до пробного пуска машины, — по всей видимости, напряжение работы сыграло в этом свою роль. Могила была утрачена в советское время.
Модель паровой машины была взята в Кунсткамеру, сама же машина была испытана учениками Ползунова, окупила себя и успела даже принести прибыль. Однако, вследствие поломки после трёх месяцев работы была разобрана и заменена на обычный гидравлический привод.
Действующая модель машины Ползунова хранится в Алтайском государственном краеведческом музее в Барнауле. В 1906 году её подробное описание сделал инженер М. И. Южаков.

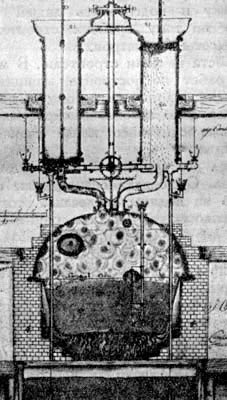
Двухцилиндровая паровая машина Ползунова
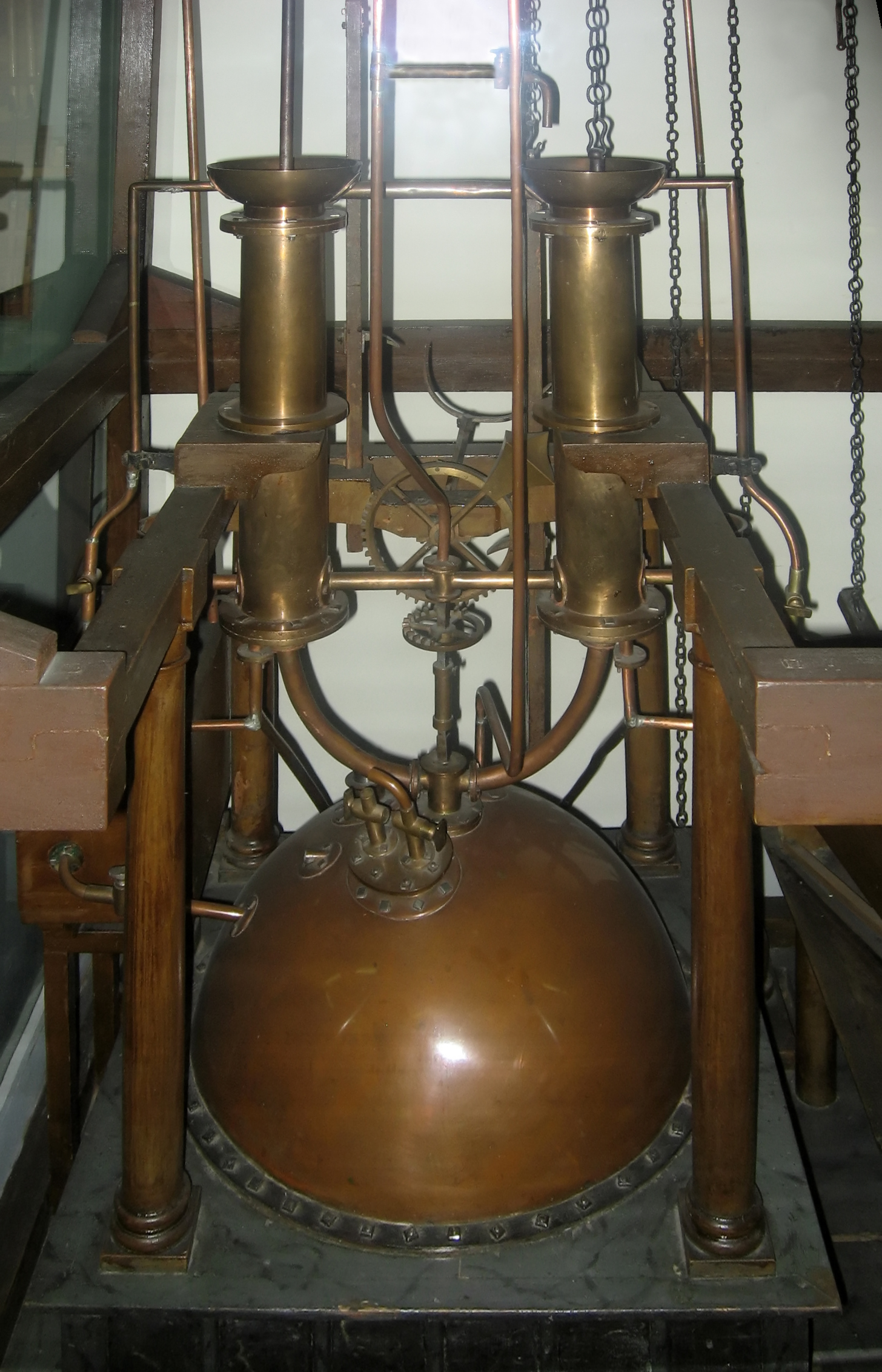
Воспроизведение паровой машины Ползунова

## Память
- Имя И. И. Ползунова носит Уральский государственный колледж имени И. И. Ползунова и Алтайский государственный технический университет, напротив главного корпуса которого установлен памятник изобретателю.
- В Астрахани, Екатеринбурге, Казани, Красноярске, Иркутске, Йошкар-Оле, Барнауле, Рубцовске, Змеиногорске, Новосибирске, Томске, Туле, Вязьме, Воронеже и Чите, а также в Киеве, Харькове, Полтаве (Украина) и Усть-Каменогорске (Казахстан) именем Ползунова названы улицы.
- Первое учебное заведение Екатеринбурга — горнозаводская школа — теперь называется Уральским государственным колледжем имени И. И. Ползунова.
- В 1970 г. Международный астрономический союз присвоил имя И. И. Ползунова кратеру на обратной стороне Луны.
- 31 мая 1988 года в честь И. И. Ползунова назван астероид 2771 Polzunov, открытый в 1978 году астрономом Л. В. Журавлёвой.
- 6 июня 2011 года в Великом Новгороде открыт памятник И. И. Ползунову — создателю первой паровой машины и первого в мире двухцилиндрового парового двигателя.
- Его именем названо научно-производственное объединение «ЦКТИ» (Центральный котлотурбинный институт) в Санкт-Петербурге.
- В его честь в Алтайском крае назван камнерезный завод — «Колыванский камнерезный завод имени И. И. Ползунова»[источник не указан 3829 дней].
- В Ревде (Свердловская область) есть техникум имени Ивана Ивановича Ползунова.
- Именем Ползунова назван один из городских переулков в городе Рудном (Казахстан, Костанайская обл)
- Имя Ивана Ползунова носило рефрижераторное судно Латвийского Морского Пароходства.

Мемориальная доска на здании Уральского государственного колледжа имени И. И. Ползунова
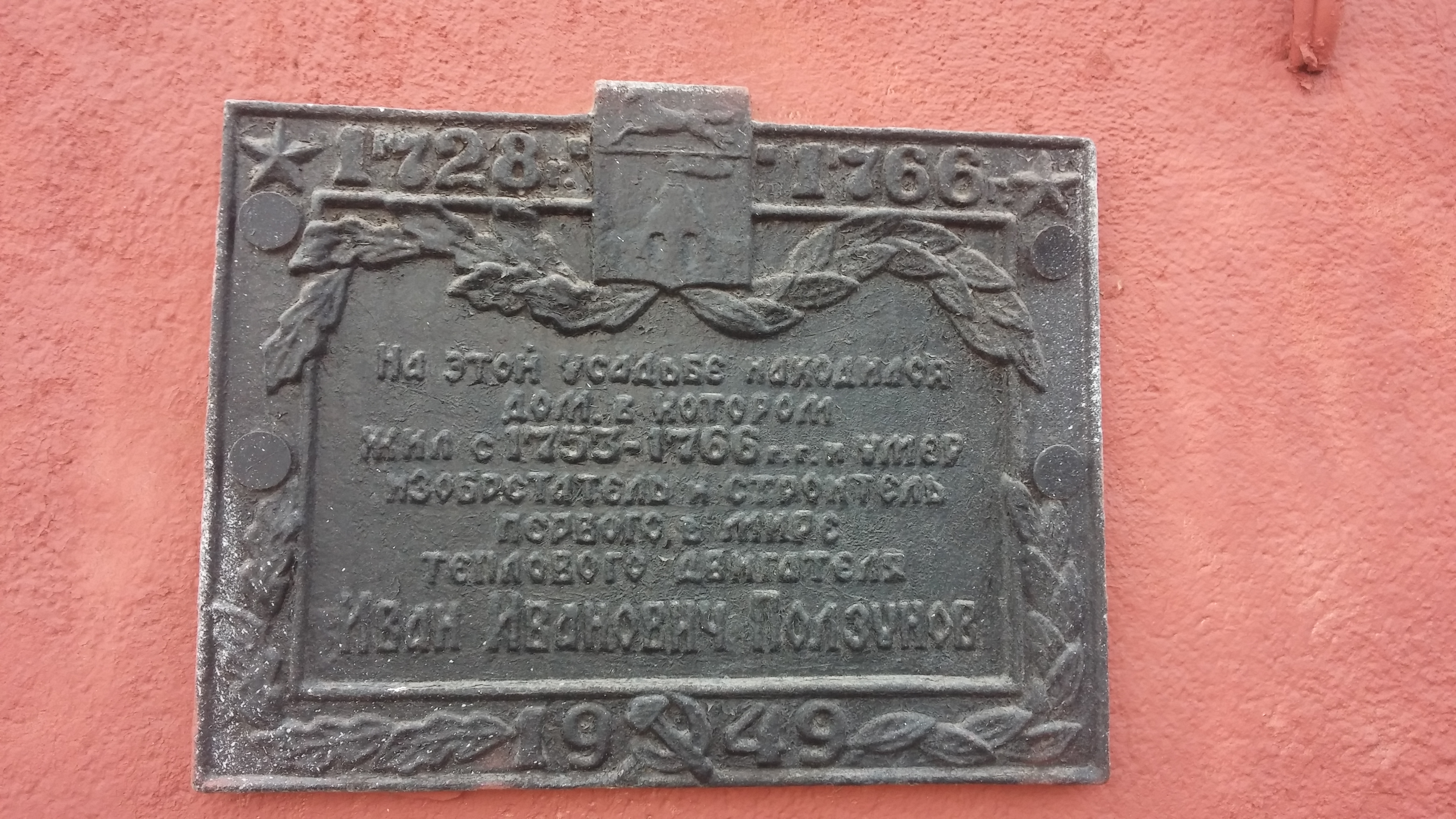
Мемориальная доска в Барнауле
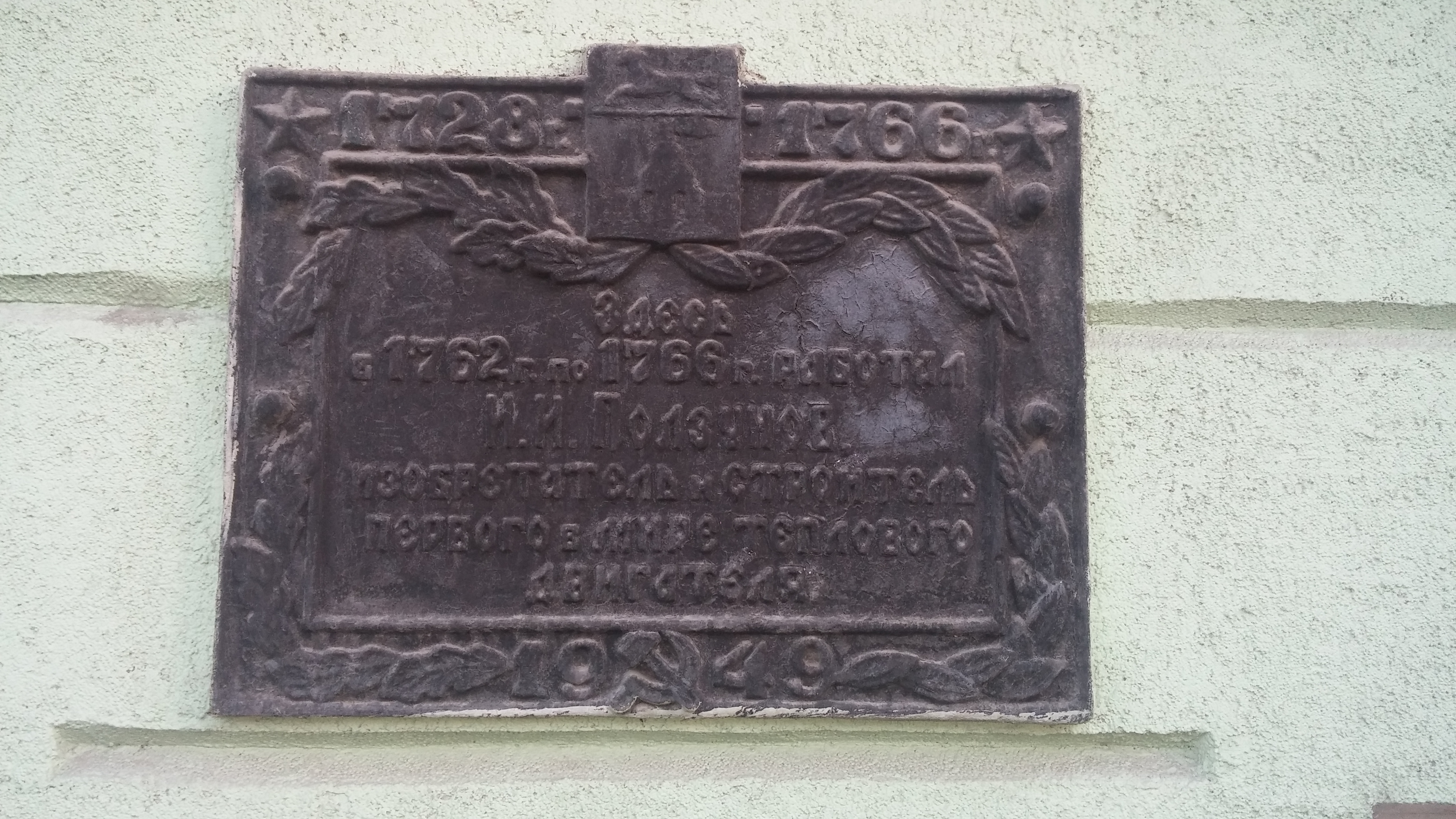
Мемориальная доска в Барнауле, на доме где работал Ползунов
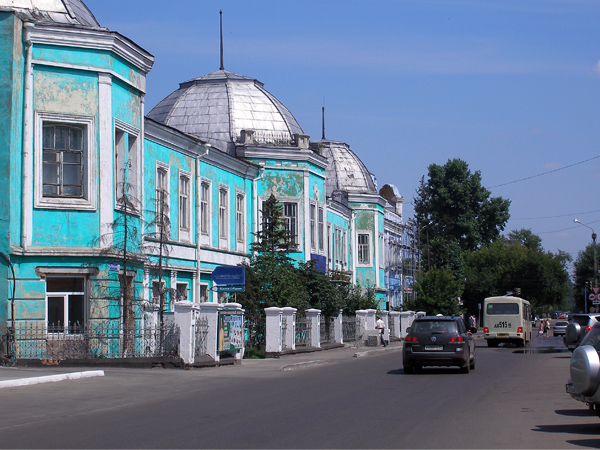
Улица Ползунова в Барнауле
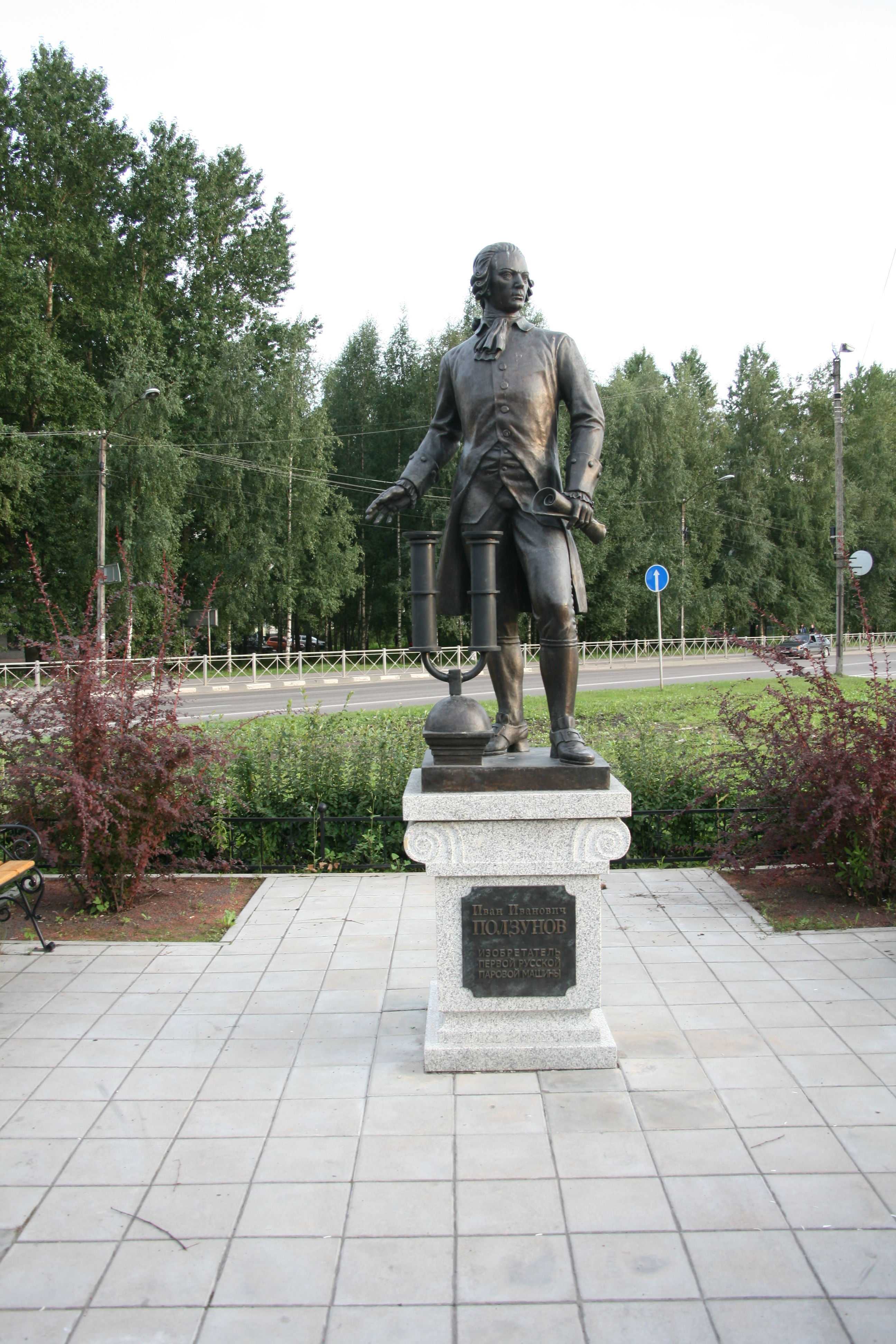
Иван Ползунов в Великом Новгороде

### В искусстве
Марк Юдалевич посвятил изобретателю пьесу в стихах «Ползунов», поставленную на сцене краевого драматического театра в 1954 году. Спектакль стал первым обращением театра к истории Барнаула.
7 октября 2016 года к 250-летнему юбилею со дня смерти изобретателя прошла мировая премьера мюзикла «Ползунов» в Алтайском государственном театре музыкальной комедии (г. Барнаул)